# Giovanni Antonio Piani
Giovanni Antonio Piani (Napels, 1678 - naar 1759) was een Italiaanse violist en componist.

## Biografie
Giovanni Antonio Piani werd geboren in Napels. Zijn vader, Pietro Giacomo Piani, was trompettist aan het hof van Napels. Piani studeerde viool aan het Conservatorio della Pietà dei Turchini. Tijdens zijn arbeidzaam leven was hij tot 1702 admiraal bij de Franse vloot van Toulouse. Later, in 1703, maakte hij zijn muziekstudie te gelde bij het keizerlijke hof in Wenen waar hij ook nog studeerde aan het "Conservatorio della Pietà dei Turchini" met Giovanni Carlo Cailo (1652-1722) en Nicola Vinciprova. Vanaf 1704 woonde hij in Parijs, waar hij in dienst was van Louis-Alexandre de Bourbon. Tijdens zijn verblijf in Parijs was Jean-Baptiste Senaillé zijn leerling. In Parijs heeft hij zijn 12 sonates voor viool of fluit en continuo, opus 1, gepubliceerd. Deze muziekstukken had hij overigens al gecomponeerd toen hij als admiraal bij de Franse vloot werkzaam was. Verschillende keren was er een verzoek om zijn muziekstukken te herdrukken want er was veel vraag naar. Om deze herdrukken te voorkomen, kreeg hij tien jaar lang een oud koninklijk voorrecht, dat herdrukken van zijn werk verboden was. Van 1721 tot 1757 was Piani in loondienst als lid van het hoforkest in Wenen, waar hij in 1741 onder keizerin Maria Theresia benoemd werd tot muziekdirecteur.